# 11753 Geoffburbidge
11753 Geoffburbidge è un asteroide della fascia principale. Scoperto nel 1960, presenta un'orbita caratterizzata da un semiasse maggiore pari a 3,1912245 au e da un'eccentricità di 0,0851816, inclinata di 3,54362° rispetto all'eclittica.
L'asteroide è dedicato al fisico britannico Geoffrey Burbidge.